# Quinsac (Dordonha)
Quinsac é uma comuna francesa na região administrativa da Nova Aquitânia, no departamento Dordonha. Estende-se por uma área de 17,54 km². Em 2010 a comuna tinha 379 habitantes (densidade: 21,6 hab./km²).